# Mimus
Mimus är ett fågelsläkte i familjen härmtrastar. Släktet omfattar 14 arter som förekommer från södra Kanada till Eldslandet:
- Chilehärmtrast, Mimus thenca
- Patagonienhärmtrast, Mimus patagonicus
- Camposhärmtrast, Mimus saturninus
- Vitbandad härmtrast, Mimus triurus
- Brunryggig härmtrast, Mimus dorsalis
- Bahamahärmtrast, Mimus gundlachii
- Galápagoshärmtrast, Mimus parvulus
- Floreanahärmtrast, Mimus trifasciatus
- Españolahärmtrast, Mimus macdonaldi
- Sancristóbalhärmtrast, Mimus melanotis
- Långstjärtad härmtrast, Mimus longicaudatus
- Socorrohärmtrast, Mimus graysoni
- Tropikhärmtrast, Mimus gilvus
- Nordlig härmtrast, Mimus polyglottos